# Unión (Guipúzcoa)
Unión era la denominación que se les brindó a ciertas agrupaciones de villas rurales de la provincia española de Guipúzcoa durante el régimen foral.

## Descripción
Las uniones surgían del acuerdo de diversas villas cercanas, que firmaban una escritura de concordia para un periodo de tiempo y que luego iban renovando. Gracias a estas fusiones, aglutinaban los fuegos —equivalentes a votos— de los componentes y enviaban a las Juntas Generales de Guipúzcoa un representante común, con fuegos proporcionales a la población conjunta. Además de la elección de un único representante, disfrutaban de otras ventajas, como economizar el coste de las dietas y a la hora de formar las compañías de tercios en caso de guerra.